# Hartwig Seeler – Ein neues Leben
Hartwig Seeler – Ein neues Leben ist ein deutscher Fernsehkrimi von Johannes Fabrick aus dem Jahr 2021 und die zweite Verfilmung der ARD-Reihe Hartwig Seeler. Die deutsche Erstausstrahlung erfolgte am 10. April 2021 im Das Erste.

## Handlung
Der ehemalige Polizist Hartwig Seeler arbeitet seit dem Tod seiner Frau als selbstständiger Privatdetektiv. Nun bittet ihn Tascha Pecht, eine ehemalige Kollegin, um Hilfe. Vor Jahren befand sie sich 36 Stunden in der Gewalt des brutalen Geiselnehmers Gerald Metzner, der nun vorzeitig entlassen wurde. Nicht nur, dass sie deshalb Alpträume plagen, befürchtet sie doch, Metzner könne sich an ihr rächen, weil ihre Aussage seinerzeit zu seiner Verurteilung führte. Tascha möchte, dass Seeler ihr dabei hilft, „spurlos“ zu verschwinden und auf der maltesischen Insel Gozo ein neues Leben zu beginnen. Vergeblich versucht Seeler seine Klientin von dem Plan abzubringen, denn nach Rücksprache mit Metzners Psychotherapeuten, Werner Pittner, würde von Metzner keine Gefahr mehr ausgehen. Zudem ist sich Seeler nicht sicher, ob sich das Meiste nicht nur in Taschas Kopf abspielt. Da sich Tascha in ihrer Wohnung nicht sicher fühlt, hatte sie sich seit Metzners Entlassung in einen abgelegenen Bungalow zurückgezogen. Doch hier ist sie plötzlich verschwunden. Ein zerbrochenes Glas deutet auf eine Auseinandersetzung und da auch Metzner nicht auffindbar ist, macht sich Seeler große Sorgen. Er hofft, dass Tascha nichts passiert ist, sondern sie möglicherweise ohne seine Hilfe nach Gozo aufgebrochen ist. Er macht sich auf den Weg zu der Insel und kann die junge Frau tatsächlich hier finden. Zufrieden, sie in Sicherheit zu wissen, will Seeler eigentlich wieder nach Deutschland zurück, doch als er von seinem ehemaligen Kollegen Lasse die Nachricht bekommt, dass man Metzner erschossen in einem Wald gefunden hätte, befürchtet er, dass Tascha etwas damit zu tun haben könnte. Er besteht darauf, dass Tascha ihm die Wahrheit sagen solle, und so gesteht sie, dass sie Metzner in Notwehr erschossen hätte. Er hätte sie aufgesucht, weil er sich angeblich entschuldigen wollte. Seeler erklärt ihr, dass mit Metzners Tod ihre Probleme, die sie all die Jahre verfolgt haben, nicht gelöst sind und sie in ärztliche Obhut müsse. Dass er damit richtig liegt, zeigt ein Selbstmordversuch, den Tascha kurz nach ihrem Gespräch unternimmt. Er kann sie überzeugen, wieder mit nach Deutschland zurückzukommen und sich der Polizei zu stellen. Seeler ist sich sicher, dass Tascha eine verminderte Schuldfähigkeit zuerkannt werden wird.

## Hintergrund
Die Dreharbeiten zu Ein neues Leben erfolgten vom 29. Oktober bis zum 2. Dezember 2019 in München und Gozo (Malta).

## Rezeption

### Einschaltquote
Die Erstausstrahlung von Ein neues Leben am 10. April 2021 wurde in Deutschland von 6,02 Millionen Zuschauern gesehen und erreichte einen Marktanteil von 18,7 Prozent für Das Erste.

### Kritiken
Tilmann P. Gangloff wertete für tittelbach.tv und schrieb: „Wie immer in den Filmen von Johannes Fabrick geht es um (unkontrollierbare) Gefühle, um magische Momente und die Transzendenz des Augenblicks. Und einmal mehr beeindruckt das filmische Spiel mit Nähe und Distanz. Ein Spiel, das Koeberlin & Emily Cox perfekt beherrschen.“
Bei Prisma.de lobte Maximilian Haase: „Mediterran fallen die hübsch in Szene gesetzten Landschaftsbilder aus, die im zweiten Krimiteil die zuvor dominierende Thrillerdüsterkeit kontrastieren.“ „Mehr Drama denn Krimi, gelingt das filmische Ausloten psychischer Abgründe abermals – auch dank der herausragenden Episodenhauptdarstellerin Emily Cox.“
Oliver Armknecht von film-rezensionen.de meinte, die Film wäre weniger ein Krimi, sondern eigentlich „ein Drama, in dem eine Figur innerhalb von 90 Minuten das aufarbeiten muss, was sie zuvor jahrelang verdrängt hat.“ „das Publikum [müsse] mitansehen, wie Tascha abwechselnd hysterische Aussetzer hat oder sich Seeler um den Hals wirft. Das ist nicht nur sehr repetitiv. Es fehlt auch jegliche Spur von Subtilität. Anstatt nach und nach den Blick auf das Innenleben freizugeben, wird von Anfang an der Holzhammer geschwungen. Tatsächliche Gefühle sind deshalb rar, das wirkt hier alles so gestellt und unnatürlich, dass dabei weder Spannung noch Anteilnahme entstehen. Schade um die wichtigen Themen, die derart vergeudet werden.“